# Walram Paganus van Limburg
Walram II van Limburg, bijgenaamd Paganus (de Heiden) (ca. 1085 - 16 juli 1139) was een zoon van hertog Hendrik I van Limburg en Adelheid van Aarlen. Zijn bijnaam heeft hij waarschijnlijk te danken aan een late doop.

## Territoriale machtspositie
Hij was van 1118 tot 1139 als Walram I 'Paganus' hertog van Limburg in opvolging van zijn vader. Hij was ook hertog van Neder-Lotharingen van 1128 tot 1139, ter vervanging van Godfried I van Leuven, die zichzelf niettemin oorkondelijk als hertog van Neder-Lotharingen bleef beschouwen. Walram werd in 1128 hoe dan ook door de Duitse keizer Lotharius III het hertogelijk gezag toegekend (inbegrepen de Markgraafschap Antwerpen als ambtsleen). Het jaar daarop, in 1129, werd hij ook voogd van Duisburg.
Door slimme huwelijkspolitiek had hij zijn territoriale machtspositie weten te versterken door al vóór 1105 te huwen met Jutta van Gelre, een dochter van de graaf van Gelre, die als bruidsschat de heerlijkheid en burcht Wassenberg inbracht, die of in 1129, na het overlijden van haar vader of tussen 1131 en 1133 na het overlijden van haar broer aan Limburg kwam.

## Opvolging
In het 'hertogdom' Limburg volgde zijn oudste zoon Hendrik II hem na overlijden op als graaf van Limburg. In 1139 waren de rechten, status en titel 'hertog van Limburg' formeel teruggevallen aan Godfried II van Brabant (1139-1167).
Zijn tweede zoon Walram II van Aarlen (- 1146) volgde hem op als graaf van Aarlen maar na vroeg overlijden van Walram II volgde zijn oudere broer Hendrik hem op als graaf van Aalren.
Nog vóór 9 februari 1140 bevestigde Koenraad III, Godfried VI als hertog van Neder-Lotharingen, die al op 25 juni 1139 het hertogschap daadwerkelijk uitoefende.

## Titels
Walram I Paganus droeg de volgende titels:
graaf van Aarlen in 1115, graaf van Wassenberg en Limburg in 1119 en hertog van Neder-Lotharingen in 1128. Voorts was hij markgraaf van Antwerpen en rijksvoogd van Duisburg.

## Huwelijk en kinderen
Walram was vóór 1105 getrouwd met Jutta (of Judith) van Gelre (ca. 1095 - 1151), dochter van graaf Gerard I van Gelre en zijn eerste echtgenoot Sophia. Zij bracht de heerlijkheid Wassenberg in als bruidsschat.
Van het paar zijn volgende kinderen bekend:
- Hendrik II van Limburg
- Gerard van Wassenberg, gehuwd met Elisabeth, vader van Gerard
- Beatrix (ca. 1115 - ovl. 12 juli na 1164), gehuwd met graaf Rupert I van Laurenburg
- Walram II van Aarlen (ovl. ca. 1146) graaf van Aarlen van 1139-1146
- een dochter (ovl. ca. 1150), gehuwd met graaf Egbert van Tecklenburg

Op 16 juli 1139 blies Walram I Paganus zijn laatste adem uit. Hertogin Jutta overleed op 24 juni 1151 en werd begraven in het midden van de abdijkerk van Kloosterrade. Kort voor haar overlijden had zij haar rechten op de kerk in Lommersum aan de abdij geschonken en gelijktijdig had zij haar intrede in de gemeenschap van Kloosterrade gedaan.

## Voorouders
| Voorouders van Walram I van Limburg bijgenaamd Paganus | Voorouders van Walram I van Limburg bijgenaamd Paganus                                                   | Voorouders van Walram I van Limburg bijgenaamd Paganus                                                   | Voorouders van Walram I van Limburg bijgenaamd Paganus                                                   | Voorouders van Walram I van Limburg bijgenaamd Paganus                                                   | Voorouders van Walram I van Limburg bijgenaamd Paganus                                                   | Voorouders van Walram I van Limburg bijgenaamd Paganus                                                   | Voorouders van Walram I van Limburg bijgenaamd Paganus                                                   | Voorouders van Walram I van Limburg bijgenaamd Paganus                                                   |
| ------------------------------------------------------ | --- | --- | --- | --- | --- | --- | --- | --- |
| Overgrootouders                                        | ? (-) ∞ ? (-)                                                                                            | ? (-) ∞ ? (-)                                                                                            | Frederik van Luxemburg (1003-1065) van Neder-Lotharingen ∞ Gerberga van Boulogne († 1049)                | Frederik van Luxemburg (1003-1065) van Neder-Lotharingen ∞ Gerberga van Boulogne († 1049)                | Walram I van Aarlen (Arolon)(-) ∞ Adelheid van Lotharingen (–)                                           | Walram I van Aarlen (Arolon)(-) ∞ Adelheid van Lotharingen (–)                                           | ? (-) ∞ ? (–)                                                                                            | ? (-) ∞ ? (–)                                                                                            |
| Grootouders                                            | Udo van Limburg († 1078) ∞ Jutta of Judith van Luxemburg                                                 | Udo van Limburg († 1078) ∞ Jutta of Judith van Luxemburg                                                 | Udo van Limburg († 1078) ∞ Jutta of Judith van Luxemburg                                                 | Udo van Limburg († 1078) ∞ Jutta of Judith van Luxemburg                                                 | Walram II van Aarlen (Arlon) († voor 1082) ∞ ? (–)                                                       | Walram II van Aarlen (Arlon) († voor 1082) ∞ ? (–)                                                       | Walram II van Aarlen (Arlon) († voor 1082) ∞ ? (–)                                                       | Walram II van Aarlen (Arlon) († voor 1082) ∞ ? (–)                                                       |
| Ouders                                                 | Hendrik I van Limburg (1070-1118) ∞ Erfdochter van het graafschap Aarlen (-) (mogelijk Adelheid geheten) | Hendrik I van Limburg (1070-1118) ∞ Erfdochter van het graafschap Aarlen (-) (mogelijk Adelheid geheten) | Hendrik I van Limburg (1070-1118) ∞ Erfdochter van het graafschap Aarlen (-) (mogelijk Adelheid geheten) | Hendrik I van Limburg (1070-1118) ∞ Erfdochter van het graafschap Aarlen (-) (mogelijk Adelheid geheten) | Hendrik I van Limburg (1070-1118) ∞ Erfdochter van het graafschap Aarlen (-) (mogelijk Adelheid geheten) | Hendrik I van Limburg (1070-1118) ∞ Erfdochter van het graafschap Aarlen (-) (mogelijk Adelheid geheten) | Hendrik I van Limburg (1070-1118) ∞ Erfdochter van het graafschap Aarlen (-) (mogelijk Adelheid geheten) | Hendrik I van Limburg (1070-1118) ∞ Erfdochter van het graafschap Aarlen (-) (mogelijk Adelheid geheten) |
| Walram I 'Paganus' van Limburg (1118-1139)             | | | | | | | | |